# Strada statale 7 var Variante Formia-Garigliano
La  strada statale 7 var Variante Formia Garigliano (SS 7 var) è una strada statale italiana costituita da una variante della strada statale 7 Via Appia tra Formia e Minturno.

## Percorso

### Tabella percorso
| Variante Formia-Garigliano |                         |      |                |
| Tipo                       | Indicazione             | ↓km↓ | Provincia      |
|                            | Formia Via Appia        | 0,0  | LATINA         |
|                            | Zona commerciale        | 4,9  | LATINA         |
|                            | Ausonia                 | 5,7  | LATINA         |
|                            | Minturno - Scauri       | 11,0 | LATINA         |
|                            | Marina di Minturno      | 12,1 | LATINA         |
|                            | Castelforte             | 13,8 | LATINA         |
|                            | Fiume Garigliano        | 14,3 | CASERTA/LATINA |
|                            | Via Appia Via Domitiana | 15,1 | CASERTA        |